# 389年
| 千纪： | 1千纪 |
| 世纪： | 3世纪 \| 4世纪 \| 5世纪 |
| 年代： | 350年代 \| 360年代 \| 370年代 \| 380年代 \| 390年代 \| 400年代 \| 410年代                                                                                |
| 年份： | 384年 \| 385年 \| 386年 \| 387年 \| 388年 \| 389年 \| 390年 \| 391年 \| 392年 \| 393年 \| 394年                                                          |
| 纪年： | 己丑年（牛年）；东晋太元十四年；前秦太初四年；后燕建興四年；后秦建初四年；西燕中興四年；西秦太初二年；北魏登国四年；后凉太安四年，麟嘉元年；翟魏建光二年 |

## 大事记
- 後秦姚萇攻克大界並殺毛皇后等人及生擒數十名前秦名將。
- 呂光稱三河王，改元麟嘉。
- 彭城人劉黎在皇丘稱帝，劉牢之率軍平定。
- 翟遼派丁零人故堤詐降樂浪王冀州刺史慕容溫，將慕容溫和長史司馬驅刺殺，率兩百戶守軍奔西燕，慕容農在襄國予以截擊，全部截獲，故堤隻身逃走。

## 逝世
- 毛皇后，前秦高帝苻登之妻。
- 慕容溫，前燕宗室，慕容鲜卑慕容儁的兒子。